# Apple ProRes
Apple ProRes é um formato de codec de vídeo com e sem perda de dados desenvolvido pela Apple Inc. para uso em pós-produção digital, que suporta até 5K. É o sucessor do Apple Intermediate Codec e foi introduzido em 2007 com o Final Cut Studio2.
Apenas em 4:4:4 RGB ou YCbCr é feita a compressão de vídeo sem perda de dados pelo Apple ProRes.
Não é distribuído na indústria para o usuário comum nenhuma cópia neste formato, pois a partir deste obtem-se a cópia perfeita do vídeo (o negativo digital).

## Visão geral
ProRes é uma linha de codecs intermediários, o que significa que eles são destinados para uso durante a edição de vídeo, e não para a visualização prática do usuário final. O benefício de um codec intermediário é que ele mantém a maior qualidade do que codecs de usuário final ao mesmo tempo que exige sistemas de disco muito menos caro em comparação com vídeo não comprimido. É comparável ao Avid dnxhd codec ou Cineform que oferecem as taxas de bits semelhantes que também se destinam a ser utilizados como intermediários codecs. ProRes 422 é um codec intra-frame apenas baseado em DCT e é lá na frente mais simples para decodificar formatos orientados a distribuição, como o H.264.

## Codec

### O codec possui os seguintes variantes

#### Apple ProRes 4444 XQ
- A versão de mais alta qualidade do Apple ProRes para vídeos originais de amostragem 4:4:4:4 (último 4 refere-se ao canal alpha) com uma taxa de dados muito alta, para manter os detalhes de imagens HDR geradas pelos sensores de câmeras digitais de mais alta qualidade disponíveis na atualidade. O Apple ProRes 4444 XQ mantém alcances dinâmicos várias vezes maiores que o alcance dinâmico de imagens Rec. 709 — mesmo com o rigor do processamento de efeitos visuais extremos, em que as escalas de preto e destaques são estendidos significativamente. Como o Apple ProRes 4444 padrão, esse codec aceita até 12 bits (4.096 variações em cada canal RGB) por canal de imagem e até 16 bits (65.536 variações em cada canal RGB) para o canal alfa. O Apple ProRes 4444 XQ tem taxa de dados de destino de aproximadamente 500 MB/s para vídeos 4:4:4 com resolução de 1.920 x 1.080 a 29,97 fps.

#### Apple ProRes 4444
- Uma versão de qualidade extremamente alta do Apple ProRes para vídeos originais 4:4:4:4 (inclusive canais alfa). Esse codec tem fidelidade visual e de cor RGBA 4:4:4:4 com qualidade de masterização praticamente indistinguível do material original. O Apple ProRes 4444 é uma solução de alta qualidade para armazenar e trocar imagens em movimento e compostas, com excelente desempenho multigeracional e canal alfa de até 16 bits matematicamente sem perdas (lossless). Esse codec tem uma taxa de dados muito baixa em comparação com HD 4:4:4 sem compactação, com uma taxa de dados de destino de aproximadamente 330 MB/s para vídeos 4:4:4 com resolução de 1.920 x 1.080 a 29,97 fps. Ele também oferece codificação e decodificação direta para os formatos de pixels RGB e Y’CBCR.

#### Apple ProRes 422 HQ
- Uma versão do Apple ProRes 422 com maior taxa de dados que mantém a qualidade visual no mesmo nível do Apple ProRes 4444, mas para vídeos originais 4:2:2. Com ampla adoção no setor de pós-produção de vídeo, o Apple ProRes 422 HQ mantém vídeos HD profissionais sem perdas visuais, com a mais alta qualidade que pode ser transmitida por um sinal HD-SDI de link único. Esse codec é compatível com vídeos originais 4:2:2 de largura total e profundidade de pixels de 10 bits (1.024 variações em cada canal RGB), permanecendo sem perdas visuais por muitas gerações de decodificação e recodificação. A taxa de dados de destino do Apple ProRes 422 HQ é de aproximadamente 220 MB/s com resolução de 1.920 x 1.080 a 29,97 fps.

#### Apple ProRes 422
- Um codec compactado de alta qualidade que oferece praticamente todos os benefícios do Apple ProRes 422 HQ, mas com 66% da taxa de dados para melhorar ainda mais o desempenho de edição multistream em tempo real. A taxa de dados de destino do Apple ProRes 422 é de aproximadamente 147 MB/s com resolução de 1.920 x 1.080 a 29,97 fps.

#### Apple ProRes 422 LT
- Um codec com maior compactação que o Apple ProRes 422, com aproximadamente 70% da taxa de dados e arquivos 30% menores. Esse codec é perfeito para ambientes em que a capacidade de armazenamento e a taxa de dados são escassos. A taxa de dados de destino do Apple ProRes 422 LT é de aproximadamente 102 MB/s com resolução de 1.920 x 1.080 a 29,97 fps.

#### Apple ProRes 422 Proxy
- Um codec com compactação ainda maior que a do Apple ProRes 422 LT, destinado ao uso em fluxos de trabalho off-line que exigem taxas de dados menores, mas vídeo com resolução máxima. A taxa de dados de destino do Apple ProRes 422 Proxy é de aproximadamente 45 MB/s com resolução de 1.920 x 1.080 a 29,97 fps.[4]

## Licenciamento
A Apple licenciou o Apple ProRes para a utilização de algumas empresas em produtos e fluxos de trabalho específicos. Em algumas situações, foram utilizadas implementações não autorizadas de codec em produtos de hardware e software de terceiros. Usar implementações não autorizadas (como FFmpeg e derivadas) pode gerar erros de decodificação, queda do desempenho, incompatibilidade e instabilidade.

## ProRes hardware
A Arri Alexa utiliza também o codec ProRes, com gravação 1080p e fluxos de vídeo em 2K, suporte a ProRes 4444, 444 e todos as versões de ProRes. Desde junho de 2011, existem vários gravadores de vídeo com suporte a ProRes baseados em hardware, da AJA (IO HD interface FireWire 800; Ki Pro e Ki Pro gravadores portáteis Mini), ATOMOS (Ninja e Samurai gravadores), Sound Devices (PIX), Convergent Design (Odyssey7, 7Q, 7Q +), e FastFoward Video (gravador Sidekick).
Na NAB 2012, a Blackmagic anunciou gravação ProRes em seus gravadores HyperDeck SSD, bem como sobre a gravação direta em ProRes na Blackmagic Cinema Camera.
Em 2013 a Convergent design introduziu seu Odyssey7 e Odyssey7Q monitores / gravadores que podem gravar em Apple ProRes 422 (HQ) e são certificados pela Apple.
Em 2014 a Atomos introduziu seu mais recente gravador avançado, o Shogun, que pode gravar resolução 4K em Apple ProRes.